# Вальтер, Георгий Юрьевич
Гео́ргий Ю́рьевич Ва́льтер (до 1918 года — Гео́рг У́льрихович; 11 (23) октября 1896, Санкт-Петербург, Российская империя — 7 декабря 1941, Ленинград, СССР) — советский библиотекарь, библиограф, историк, сотрудник Эрмитажа. Исследователь феодализма в Западной Европе, специалист по латинской палеографии.

## Биография
Старший из семи детей в обеспеченной семье российских немцев. Отец — Ульрих Фридрихович Вальтер, родом из Мекленбурга, бухгалтер фортепианной фабрики Шрёдера. Мать — арфистка Екатерина Адольфовна Вальтер-Кюне. Крещён в Анненкирхе, окончил Реформатское училище (классическую гимназию) с золотой медалью.
С 1 июля 1914 года по настоянию родителей служил вольноопределяющимся в полку, расквартированном в Царском селе. В конце июля ушёл на фронт. В сентябре после боёв под Опатовым в ходе Варшавско-Ивангородской операции награждён Георгиевской медалью и произведён в ефрейторы. Отправлен на четырёхмесячные курсы во Владимирское военное училище. Вернулся на фронт 1 февраля 1915 года в чине прапорщика.
Служил в 6-м пехотном Либавском полку. Будучи подпоручиком, ранен 20 или 21 июня 1916 года под Молодечно в правое плечо. Направлен в эвакогоспиталь в Москву, затем в эвакуационный пункт в Петербург. 7 сентября уже поручик Вальтер пожалован орденом святой Анны IV степени с надписью «за храбрость». 13 сентября — орденом святого Станислава III степени с мечами и бантом. Был тяжело контужен, трижды получал пулевые ранения; награждён шестью орденами. К октябрю 1917 года дослужился до штабс-капитана пехоты. После октября — выборный ротный командир.
Весной 1918 года демобилизовался в Рязани и получил документы на имя рядового Георгия Юрьевича Вальтера. Сменил имя и отчество в связи с «русским шовинизмом» по отношению к немцам. Работал чернорабочим. В это время его родители вместе с пятью детьми покинули Россию и уехали в Хямеэнлинну.
Скрыв своё военное звание и не встав на учёт в ЧК как царский офицер, осенью 1918 года поступил на историческое отделение факультета общественных наук Петроградского университета, параллельно работая на табачной фабрике «Лаферм». Учился, в числе прочих, у Л. П. Карсавина. С марта 1919 года работал в Библиотеке Государственного Эрмитажа. В марте 1920 году женился на антиковеде А. Г. Прокопе, дочери Г. Б. Прокопе.
В начале 1920 года перенёс тиф в тяжёлой форме. Летом уехал на строительство Свирской ГЭС, чтобы избавиться от перспективы призыва в Красную армию, так как участие в строительстве приравнивалось к военной службе. Уволился из Стросвири в августе 1921 года, после выхода приказа о демобилизации студентов, и вернулся к учёбе и работе в Эрмитаже, которую уже не прерывал до конца жизни. Окончил университет в феврале 1923 года.
Три года после окончания университета занимался латинской палеографией под руководством О. А. Добиаш-Рождественской. В 1920-е годы входил в собиравшийся по субботам медиевистический кружок И. М. Гревса и О. А. Добиаш-Рождественской наряду с, например, М. А. Гуковским и Н. В. Пигулевской. Тогда же заведовал библиотекой Античного отделения Эрмитажа.
По состоянию на 1933 год был научным сотрудником первого разряда и старшим помощником библиотекаря Эрмитажа, жил на 2-й улице деревенской бедноты, дом 7, квартира 15.
В начале блокады был бойцом противопожарной команды МПВО в Эрмитаже. Умер от голода. Похоронен только 30 декабря 1941 года на Серафимовском кладбище. Жена пережила его ровно на полгода.

## Труды
- Georg Walter. Rudolf Schwartz. Die natürliche Gesangstechnik (нем.) // Archiv für Musikwissenschaft. — 1924. — Bd. 6, H. 4. — S. 495–497. — ISSN 0003-9292. — doi:10.2307/929643. — JSTOR 929643.
- Вальтер Г. У. К вопросу о составе медицинских частей рукописи П. Б-ки F. v. VI.3 // Средневековье в рукописях Публичной библиотеки  / Под редакцией О. А. Добиаш-Рождественской. — Л.: Издание Государственной Публичной Библиотеки, 1927. — Вып. II. — С. 79—88.
- Georg Walter. Zur Verfertigungsweise des medizinischen Buches um 800 u. Z. (Aus Cod. Leninopolitanus lat. F. v. VI. 3.) (нем.) // Sudhoffs Archiv für Geschichte der Medizin und der Naturwissenschaften. — 1934. — Bd. 27, H. 1/2. — S. 189–192. — ISSN 0365-2610. — JSTOR 20773750.
- Georg Walter. Zu Pseudo-Sorans Quaestiones (Ein griechisch-lateinisches Glossar in Versform. — Codex Leninopolitanus Lat. F. v. VI. 3, fol. 39 r0) (нем.) // Sudhoffs Archiv für Geschichte der Medizin und der Naturwissenschaften. — 1935. — Bd. 28, H. 4/5. — S. 267–278. — ISSN 0365-2610. — JSTOR 20773798.
- George Walter. ΠΕΡΙ ΓϒΝΑΙΚΕΙΩΝ A' of the Corpus Hippocraticum in a medieval translation (Cod. Leninopolitanus Lat. F. v. VI. 3, fol. 9) (англ.) // Bulletin of the Institute of the History of Medicine. — 1935. — Vol. 3, iss. 7. — P. 599–606. — ISSN 2576-4810. — JSTOR 44438128.
- Georg Walter. Zum sogenannten Escolapius (Aus Cod. Leninopolitanus lat. F. v. VI. 3.) (нем.) // Quellen und Studien zur Geschichte der Naturwissenschaften und der Medizin. — 1935. — Bd. 4. — S. 274–279.